# Neovossia moliniae
Neovossia moliniae är en svampart som först beskrevs av Thüm., och fick sitt nu gällande namn av Friedrich August Körnicke 1879. Neovossia moliniae ingår i släktet Neovossia och familjen Tilletiaceae.   Inga underarter finns listade i Catalogue of Life.